# Polybia anglica
Polybia anglica (лат.) — ископаемый вид ос из подсемейства Polistinae семейства Vespidae. Обнаружены в поздних эоценовых отложениях Европы. Великобритания (Isle of Wight).

## Описание
Длина переднего крыла 10,0 мм. Вместе с другими ископаемыми видами ос, такими как Palaeopolistes jattioti, Polistes industrius, P. signatus, P. attavinus, P. kirbyanus, P. vergnei, Polybia oblita являются древнейшими бумажными осами подсемейства полистины. Вид был впервые описан в 1921 году американским энтомологом Теодором Коккереллом (Theodore Dru Alison Cockerell; 1866—1948).